# Mastacembelus albomaculatus
Mastacembelus albomaculatus là một loài cá thuộc họ Mastacembelidae. Nó được tìm thấy ở Burundi, Cộng hòa Dân chủ Congo, Tanzania, and Zambia. Môi trường sống tự nhiên của chúng là hồ nước ngọt.